# چشمک بزن ستاره کوچولو
چشمک بزن ستاره کوچولو (به انگلیسی: Twinkle, Twinkle, Little Star) نام یک لالایی مشهور انگلیسی است. این ترانه در مالکیت عمومی است و اقتباس‌های بسیاری از آن در جهان انجام شده‌است.
این لالایی بر وزن و آهنگ یک ملودی فرانسوی به نام اوه! باید بهت بگم، مامان (Ah! vous dirai-je, maman) خوانده می‌شود که سال ۱۷۶۱ منتشر شد و بعدها توسط چندین آهنگ‌ساز، ازجمله ولفگانگ آمادئوس موتسارت دوباره تنظیم گردید.
متن این ترانه از یک شعر در قرن نوزدهم توسط جین تیلور به نام «ستاره»، گرفته‌شده است. این شعر که در قالب دوبیتی است، برای اولین بار در سال ۱۸۰۶ در مجموعه‌اشعاری با عنوان قافیه‌هایی برای مهدکودک توسط جین تیلور و خواهرش آن تیلور منتشر شد.

## متن انگلیسی ترانه
Twinkle, twinkle, little star,
How I wonder what you are!
Up above the world so high,
Like a diamond in the sky.
When this blazing sun is gone,
When he nothing shines upon,
Then you show your little light,
Twinkle, twinkle, through the night.
Then the traveller in the dark
Thanks you for your tiny spark;
He could not see where to go,
If you did not twinkle so.
In the dark blue sky you keep,
And often through my curtains peep,
For you never shut your eye
Till the sun is in the sky.
As your bright and tiny spark
Lights the traveller in the dark,
Though I know not what you are,
Twinkle, twinkle, little star,

## ترجمه فارسی ترانه
چشمک بزن، چشمک بزن، ستاره کوچولو
در شگفتم که تو چی هستی!
در بلندترین نقطه جهان
مثل یک نگین الماس در آسمان
در شگفتم که تو چی هستی!
وقتی که خورشید آتشین میره
وقتی هیچ روشنی و درخشندگی نداره
اونوقته که تو نور کم خودتو نشون می دی
ودر طول شب چشمک، چشمک میزنی
چشمک بزن، چشمک بزن ستاره کوچولو
در شگفتم که تو چی هستی!
وقتی که مسافران شب در تاریکی
از نور کم تو سپاسگزاری می کنند
اگر چشمک زدن تو نبود
نمی دونستند از کدام راه برونند
چشمک بزن، چشمک بزن، ستاره کوچولو
در شگفتم که تو چی هستی!